# HD 137066
HD 137066，又名CP-64 3178，SAO 253174、HR 5725，是一颗恒星，视星等为5.71，位于銀經318.75，銀緯-6.57，其B1900.0坐标为赤經15h 18m 50.2s，赤緯-64° -6.57′ 44″。